# Y染色体微小欠失
Y染色体微小欠失（ワイせんしょくたいびしょうけっしつ、英: Y chromosome microdeletion, YCM）は、Y染色体上の遺伝子の欠損によって引き起こされる遺伝子疾患の一群である。YCMを持つ男性の多くは症状を示さず、通常の生活を送っている。生殖能力が低下している男性の多くに診られる。精子生産の低下は、精子が著しく欠乏する乏精子症や、精子が完全に欠乏する無精子症など様々である。

## 原因等
突然変異の機序はY染色体微小欠失においても同じであるが、その修復力は他の染色体とは異なる。常染色体の複製エラーは父と母の遺伝情報を組み替えることで修正されるが、ヒトのY染色体は父から子へ直接受け継がれるため、複製エラーの蓄積から保護されない。このことから、Y染色体の修復メカニズムとしては自然淘汰による複製不良の破棄が第一に考えられる。
精子数が減少している男性の最大20％で、何らかのYCMが検出されている。

## 診断
Y染色体微小欠失は現在、男性の血液検体中の白血球からDNAを抽出し、Y染色体上の配列標識部位（Sequence-tagged site; STS）に対する既知の遺伝子マーカー約300個のうちの1つ以上と混合し、ポリメラーゼ連鎖反応増幅とゲル電気泳動を用いて、選択したマーカーに対応するDNA配列がDNA中に存在するかどうかを調べることにより診断される。
このような方法では全長2300万塩基対のY染色体の極一部しか検査できず、検査の感度は使用するマーカーの選択と数に依存する。現在の診断技術では、染色体上の既知の欠失や突然変異しか発見できず、不妊の遺伝的原因の全体像を把握することはできない。また、染色体検査で証明できるのは幾つかの欠陥の存在だけであり、 染色体上の遺伝的欠陥の可能性が無いことを示すことはできない。
遺伝子変異の検査として理想的なものは患者のY染色体のDNA塩基配列を完全に決定することであるが、疫学研究や臨床診断に使用するには高価すぎる。

## 研究
Y染色体の微小欠失は、不妊症の男性から生殖能力のある対照男性よりもはるかに高い割合で見つかっており、Y染色体の遺伝子検査技術が改良されれば、見つかる相関は更に高くなる可能性がある。
Yq11にある「無精子症因子遺伝子座」（AZF）が集中的に研究されている。gr/gr欠失と呼ばれるAZFcの特定の部分欠失は、欧州および西太平洋地域の白人における男性不妊症と有意に関連している。 
男性の精子形成に関連しY染色体欠失により生殖能力が低下する遺伝子には他に、RBM、DAZ、SPGY、TSPYなどがある。